# Monumento a Nicolás Copérnico

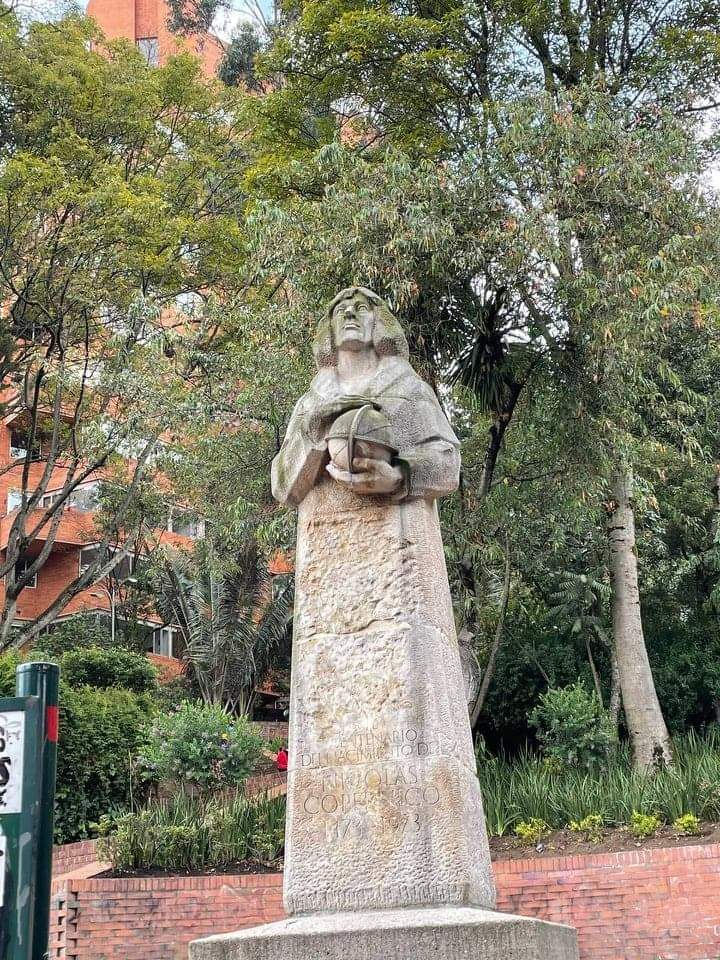
Fotografía del monumento a Nicolás Copérnico.

El monumento a Nicolás Copérnico es una obra realizada por Tadeusz Lodziana en conmemoración al astrónomo Nicolás Copérnico. Fue creada en Varsovia Polonia en el año 1974 y donada a la ciudad de Bogotá por parte de la república Popular de Polonia en un intento de los gobiernos por recuperar las relaciones diplomáticas que anteriormente se habían suspendido.

## Historia
El monumento fue creado por el escultor Tadeusz Lodziana en 1974, quien en ese momento trabajaba en la Academia de Bellas Artes de Varsovia. La obra fue obsequiada en el mismo año a la ciudad de Bogotá por parte del gobierno polaco, luego de reanudar los diálogos diplomáticos suspendidos durante la época de La Violencia en Colombia; mediante la firma de un acuerdo sobre relaciones consulares, suscrito el 8 de febrero de 1967, y de un comunicado conjunto sobre relaciones diplomáticas el 28 de julio de 1969.
La escultura fue emplazada en la terraza del Parque de la independencia, como obra complementaria del complejo habitacional de las Torres del Parque, diseñado por el arquitecto Rogelio Salmona. Los cuales, junto al planetario y la plaza cultural la Santamaría, hacen parte de la cultura turística y científica de Bogotá.
La inauguración del monumento se realizó el 22 de septiembre de 1974, en una ceremonia dirigida por el entonces alcalde mayor de Bogotá Alfonzo Palacio Rudas, con la presencia del embajador polaco y el director de Bellas Artes de Polonia. Sobre el evento se recuerda la anécdota del arquitecto Salmona, quien explicó porque la escultura tiene un acabado diferente en la parte superior, es decir en las piezas del rostro, del tronco y brazos; aclarando a los presentes que la escultura venía “por partes” y las partes bajas no habían alcanzado a llegar.
El 25 de julio del 2017 la Sociedad Colombiana de Arquitectos (SCA) y la administración de las Torres del Parque, adoptaron el monumento. En donde la SCA queda encargada de su mantenimiento, y la administración de las torres de su protección, divulgación y pedagogía.

## Traslado y Restauración
La obra fue obsequiada por la República popular de Polonia a la ciudad de Bogotá, donde fue realizada por los artistas polacos Tadeusz Lodziana y Waclaw Mazurek. La pieza se trasladó por partes desde Varsovia, su desplazamiento desde allí fue gracias a la labor del arquitecto Colombiano Rogelio Salmona, pero algunas de sus partes inferiores no alcanzaron a llegar para la inauguración, por esta razón se puede percibir un acabado diferente.
Su primera restauración fue al llegar al país, consistió en resanar y adherir las partes faltantes del monumento.
El monumento recibió una reinauguración en el año 2017 donde se le retira la suciedad, rayones y se hace la recuperación del mismo, con un costo de más de 22 millones de pesos Colombianos. El Instituto Distrital de Patrimonio Cultural (IDPC) se encargó de eliminar los grafitis, el material dañino agregado y los residuos de deterioro; se limpió en seco y en húmedo para acabar con la suciedad generada y se le aplicó una capa de protección al monumento. La Administración de las Torres del Parque está a cargo de su defensa, divulgación y pedagogía como parte del programa adopta un monumento. Desde esa fecha se le otorgó el cuidado y protección del monumento a la Sociedad Colombiana de Arquitectos, que asumió su adopción de mantenimiento y esta fue la primera vez que se interviene desde su inauguración en 1974.

Monumento a Nicolás Copérnico Bogotá D.C

## Descripción
El monumento está situado en su base cuadrada en el parque la independencia en la ciudad de Bogotá. En la obra se refleja la figura de Nicolás Copérnico observando serenamente hacía la bóveda celeste del planetario (Nororiente de la ciudad), mientras sostiene con sus manos una esfera armilar la cual era un instrumento astronómico para determinar la posición de cuerpos celestes. Su vestimenta representa un traje talar, característico de su época que ahora se utiliza como indumentaria eclesiástica; mientras que su pelo aparece cortado hasta la nuca en una línea horizontal.
En el costado frontal inferior, se encuentra escrito:
“ V CENTENARIO
DEL NACIMIENTO DE
NICOLAS
COPERNICO
1473 – 1973 ”

## Características técnicas
Algunos escultores y arquitectos polacos y alemanes; describen que Tadeusz Lodziana tenía cierto interés con el arte de tipo histórico, en el cual ayudaba a contribuir en sus esculturas de tipo estético.
La estatua de Copérnico tiene su mirada fija hacia el occidente. Algunos registros de la historia relatan que la escultura se armo por partes, sin embargo la parte inferior se deterioro durante el trayecto desde Polonia a Colombia. No se tiene información exacta del método de tallado que Tadeusz Lodziana utilizó para dar forma al monumento. Sin embargo se puede deducir que se usó un método de cuadrícula el cual consiste en dibujar cuadrículas en el bloque y hacer un trazado del dibujo, teniendo en cuenta uno de referencia.
Materiales y dimensiones
El monumento está tallado en granito y arenisca blanca en la parte inferior de grano grueso, la parte superior esta tallada en arenisca verde. La estatua tiene aproximadamente 5 metros de altura con un ancho de 0.6 metros en la parte superior, su base por el contrario tiene un aproximado de 2.18 metros de ancho. El monumento se encontraba deteriorado, tanto así que fue necesario limpiar en seco y húmedo para eliminar los grafitis que estaban impregnados en él y además se aplicó una capa de protección. La inversión de esta restauración fue de 22 millones de pesos colombianos.